# Frigg

Staronordijska božica Frigg (staronordijski Frigg) Odinova je supruga, majka je Baldra, Hodra i Hermoda. Čini se da potječe iz skupine Vana, a ženom Odinovom postala je nakon sporazuma između Asa i Vana da se više neće međusobno boriti. Roditelji bi joj mogli biti bog Fjorgyn i Nott (Noć); polusestra je boga Njorda po majci. Smatrana je vrhovnom božicom Asa.
Božica Saga s kojom Odin pije iz zlatnih šalica u njezinoj palači, mogla bi biti upravo Frigg,što znači da joj je Saga drugo ime.
Smatra se božicom braka, majčinstva, plodnosti. Mogla je vidjeti budućnost, ali je nije mogla izmijeniti, niti je običavala govoriti o onome što bi vidjela.
Jedino je ona smjela sjesti na Odinovo prijestolje Hildskjalf s kojega se vidio cijeli svijet. Iako su u braku, Frigg ne živi zajedno s Odinom, nego ima vlastitu palaču, Fensalir ili »Močvarne dvorane«.
Njezine su pratilje:
- božica Fulla koja nosi Frigginu kutiju i brine se o njezinim cipelama; usto zna i sve njezine tajne;
- božica Hlin što znači Čuvarica; ona čuva ljude koje Frigg želi spasiti od neke nedaće;
- božica Gna koja za Frigg obavlja poslove na drugome svijetu

Sačuvano je nekoliko priča u kojima sudjeluje i Frigg. Prema jednoj je živjela s Odinovom braćom Vilijem i Vejom u poliandričnoj vezi za vrijeme dugoga Odinova izbivanja, kada su mislili da se on više neće vratiti. Po povratku su mu braća predala vlast, a Frigg mu se vratila kao zakonita supruga.
No možda je najpoznatija ona o smrti njezinoga sina Baldra kojega ona svom majčinskom upornošću pokušava spasiti iako zna da se proročanstvo ne može izmijeniti; prvo traži od svake žive i nežive stvari da se zakune da ga neće ozlijediti, a kada on ipak pogine, šalje glasnika ka samoj božici Hel da ga otkupi i, pokušava nagovoriti cijeli svijet, i sve stvari na njemu ponaosob da žale za njim kako bi ga Hel vratila. Zamalo joj uspije, ali jedna divica, čini se prerušen Loki odbija tugovati i Baldr ostaje mrtav.
Nerazjašnjen je odnos ove božice i božice Freyje, koju poznaju samo sjeverni germanski narodi. Pretpostavlja se tako da je to ustvari jedna te ista božica. Postoji i teorija o trijadi božica Freyja, Frigg i Idun koje bi predstavljale tri razdoblja u životu žene. No, kako se ovdje opisuje mitologija sjevernih germanskih naroda, Frigg i Freyja će se smatrati dvjema božicama.